# برانکو کرالی
برانکو کرالی (کرواتی: Branko Kralj; ۱۰ مارس ۱۹۲۴ – ۱۸ دسامبر ۲۰۱۲) بازیکن فوتبال اهل جمهوری فدرال سوسیالیستی یوگسلاوی بود.
از باشگاه‌هایی که در آن بازی کرده‌است می‌توان به باشگاه فوتبال زاگرب، باشگاه فوتبال کنکوردیا، و باشگاه فوتبال دینامو زاگرب اشاره کرد.
وی همچنین در تیم ملی فوتبال یوگسلاوی بازی کرده‌است.